# Ряни, Эдит Хермановна
Эдит Хермановна Ряни (Edith Räni) (20.08.1928 — 2006) — доярка колхоза «Каардивяэлане» Тапаского района Эстонской ССР, Герой Социалистического Труда (01.03.1958).
С 1948 года доярка колхоза «Каардивяэлане» Тапаского района Эстонской ССР.
Добилась выдающихся производственных показателей (в 1969 г. средний надой молока от каждой коровы её группы составил 4700 кг).
Герой Социалистического Труда (01.03.1958).
Награждена орденами Ленина, Октябрьской Революции, Трудового Красного Знамени, Большой золотой медалью ВСХВ и Серебряной медалью ВДНХ.